# Burgwall Wardow
Der slawische Burgwall Wardow befindet sich auf dem Gemeindegebiet Wardow im Landkreis Rostock.
Das Bodendenkmal liegt gute 600 Meter nordöstlich des Wardower Schlosses auf einem natürlichen Geländesporn am Pludderbach. Es handelte sich um eine Niederungsburg, die auch als „De rug Barg“ bezeichnet wird.
Die Wallburg stammt aus dem 10. bis 12. Jahrhundert und lag damals nicht weit entfernt von der Via Regia, einem bedeutsamen mittelalterlichen Handelsweg. Die Burg dürfte diesen Handelsweg überwacht und die Schutzfunktion übernommen haben.